# Steinenhausen
Steinenhausen (oberfränkisch: Schdanna-hausn) ist ein Gemeindeteil der Großen Kreisstadt Kulmbach im Landkreis Kulmbach (Oberfranken, Bayern). Steinenhausen liegt in der Gemarkung Melkendorf.

## Geografie
Steinenhausen liegt am Zusammenfluss des Roten und Weißen Mains. Die nächstgelegenen Orte sind Frankenberg, Melkendorf und Katschenreuth.

## Geschichte
1316 wurde eine Mühle „ze dem Steinenhaus“ erwähnt. Dies ist zugleich die erste urkundliche Erwähnung des Ortes.
Gegen Ende des 18. Jahrhunderts gab es in Steinenhausen ein Schloss mit Ökonomiegebäude und drei Anwesen (zwei Höfe und ein Wohnhaus). Das Hochgericht übte das bayreuthische Stadtvogteiamt Kulmbach aus. Die Dorf- und Gemeindeherrschaft sowie die Grundherrschaft hatte das Rittergut Steinenhausen.
Von 1797 bis 1810 unterstand der Ort dem Justiz- und Kammeramt Kulmbach. Mit dem Gemeindeedikt wurde Steinenhausen dem 1811 gebildeten Steuerdistrikt Schwarzach und der 1812 gebildeten Ruralgemeinde Melkendorf zugewiesen.
Die Schlossanlage Steinenhausen besaß bis 1935 die Familie Guttenberg. Nach dem Zweiten Weltkrieg wurden Flüchtlinge untergebracht. Etwas später wurde es als Altersheim genutzt. Heute befindet sich dort eine Außenstelle des Bayerischen Landesamtes für Umwelt.
Am 1. Juli 1976 wurde Steinenhausen im Zuge der Gebietsreform in Bayern nach Kulmbach eingegliedert.

### Baudenkmal
- Haus Nr. 1: Schloss Steinenhausen

### Einwohnerentwicklung
| Jahr      | 001809 | 001818 | 001861 | 001871 | 001885 | 001900 | 001925 | 001950 | 001961 | 001970 | 001987 |
| Einwohner | 22     | 41     | 14     | 11     | 18     | 15     | 22     | 156    | 122    | 107    | 66     |
| Häuser    |        | 5      |        |        | 3      | 1      | 2      | 3      | 2      |        | 1      |
| Quelle    | [ 13 ] | [ 14 ] | [ 15 ] | [ 16 ] | [ 17 ] | [ 18 ] | [ 19 ] | [ 20 ] | [ 10 ] | [ 21 ] | [ 22 ] |

## Religion
Steinenhausen ist seit der Reformation evangelisch-lutherisch geprägt und nach St. Aegidius (Melkendorf) gepfarrt.

## Bilder

Bilder
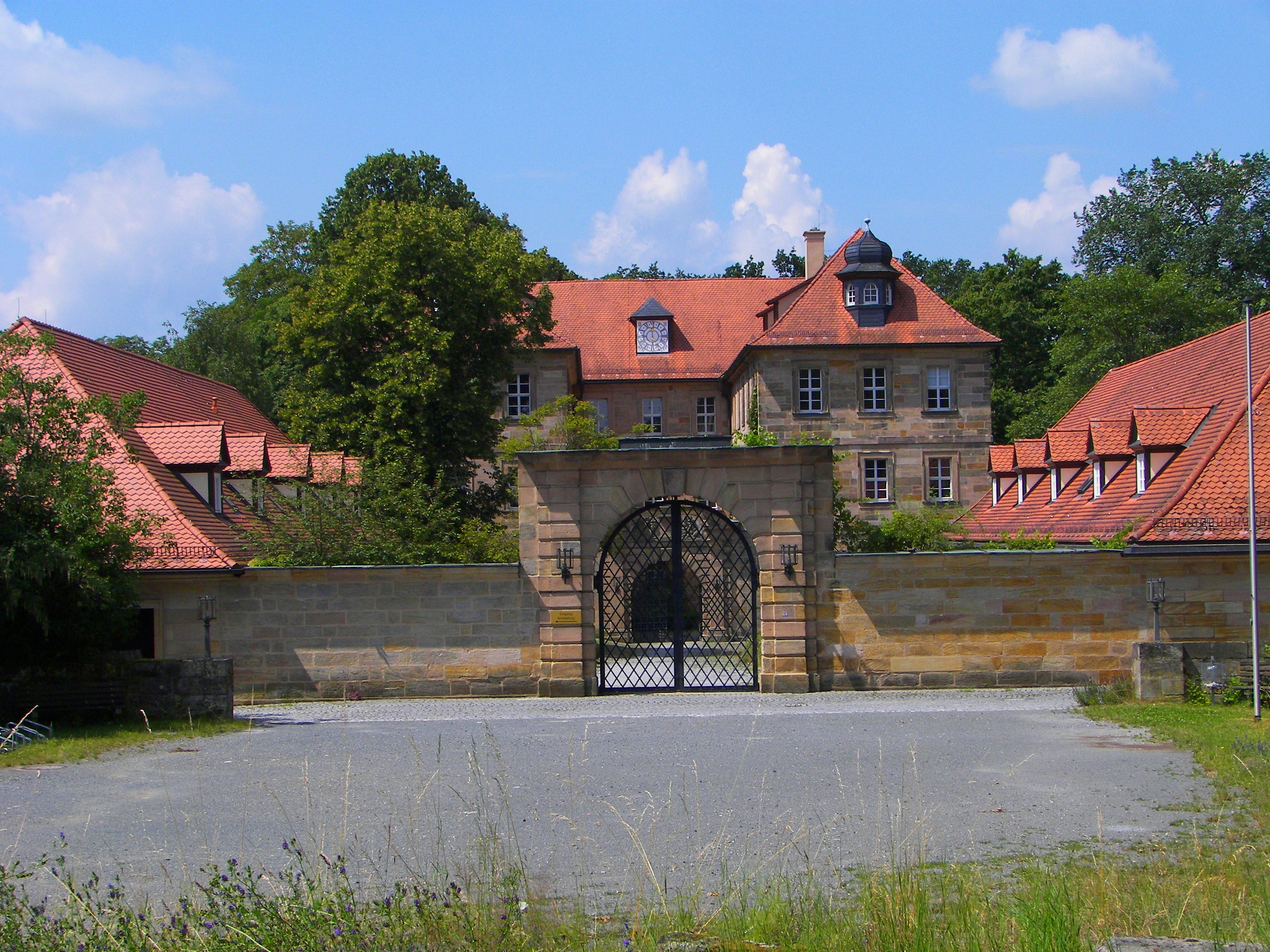
Schloss Steinenhausen
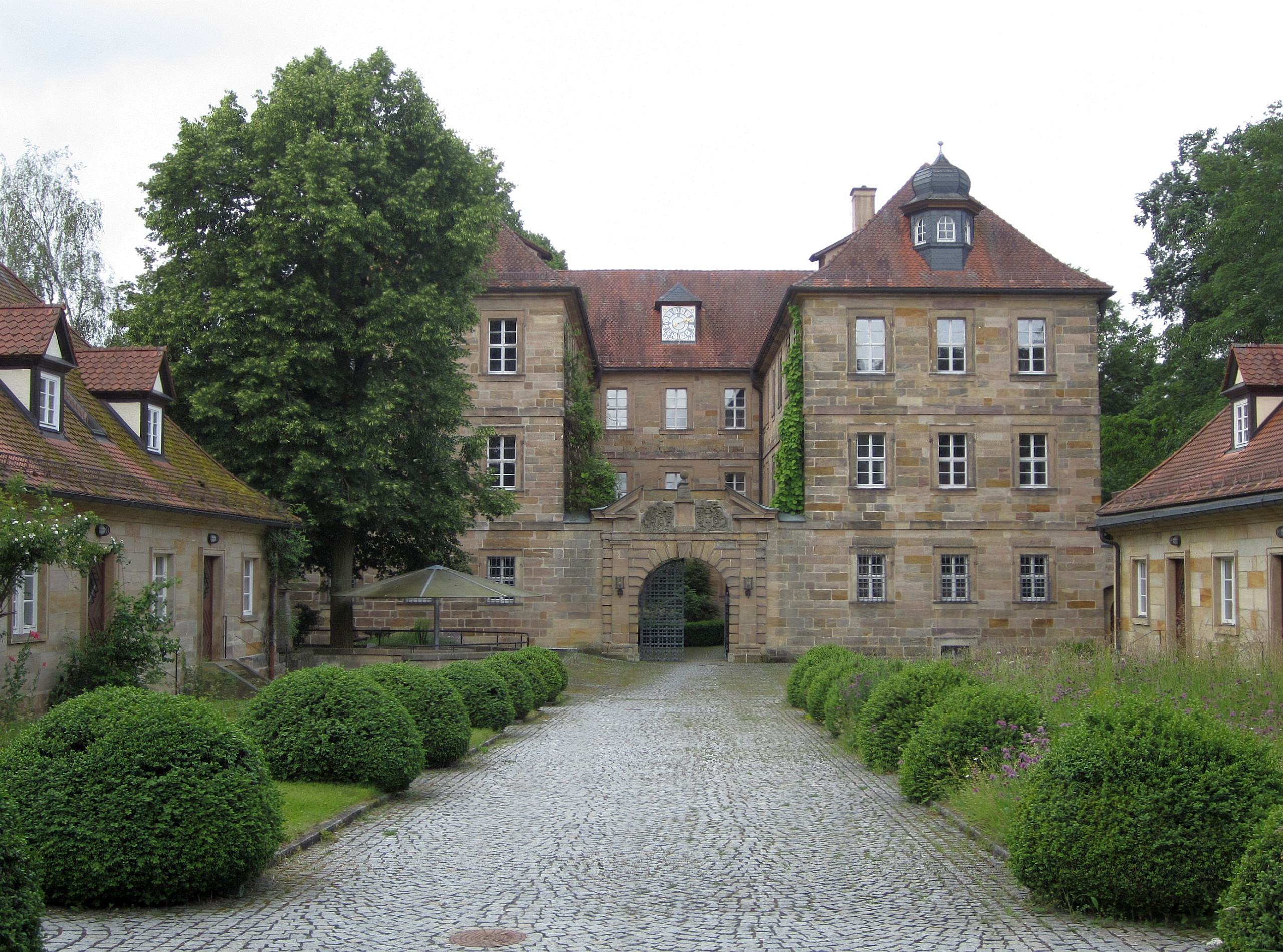
Schloss Steinenhausen
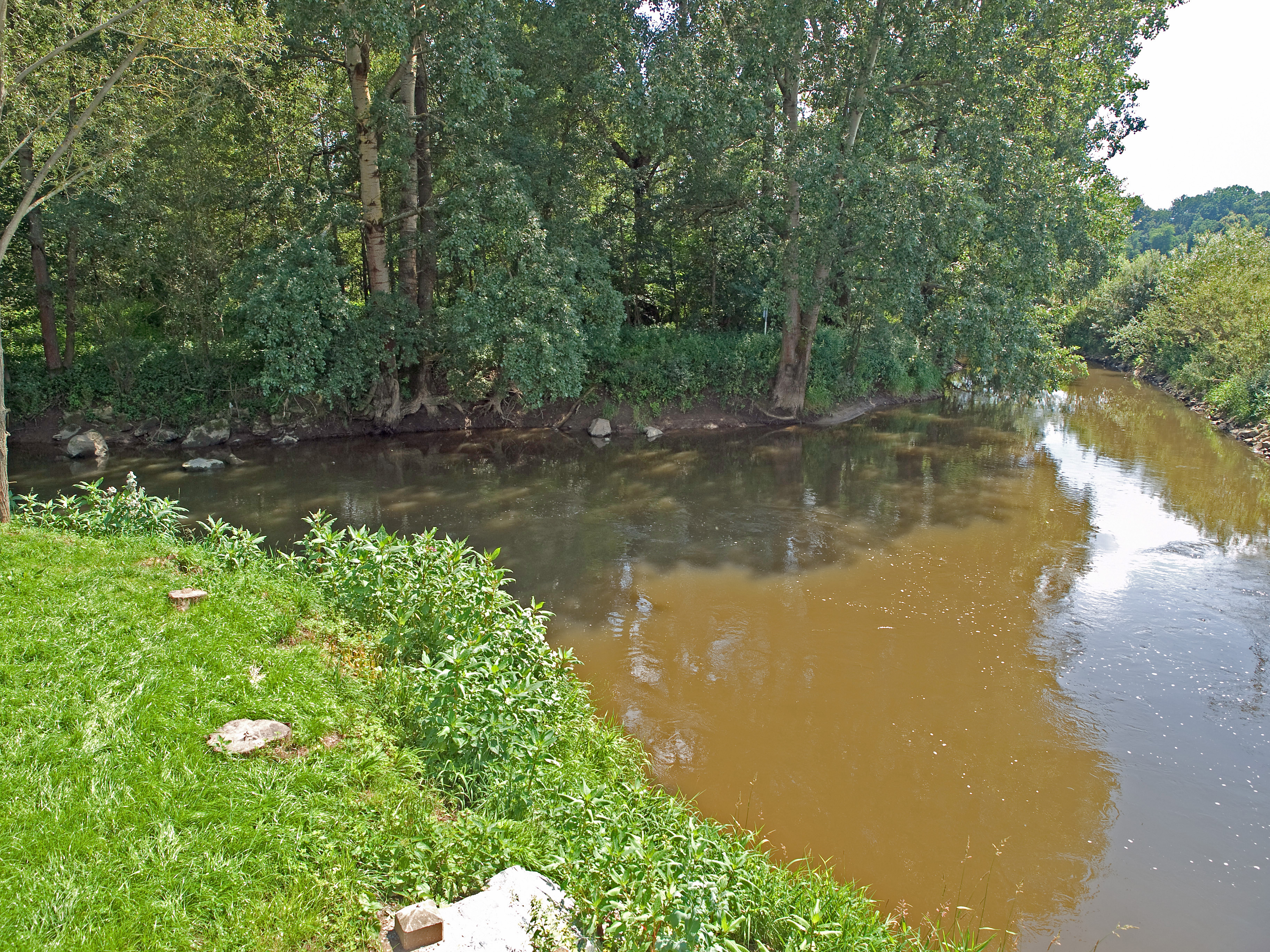
Der Mainzusammenfluss
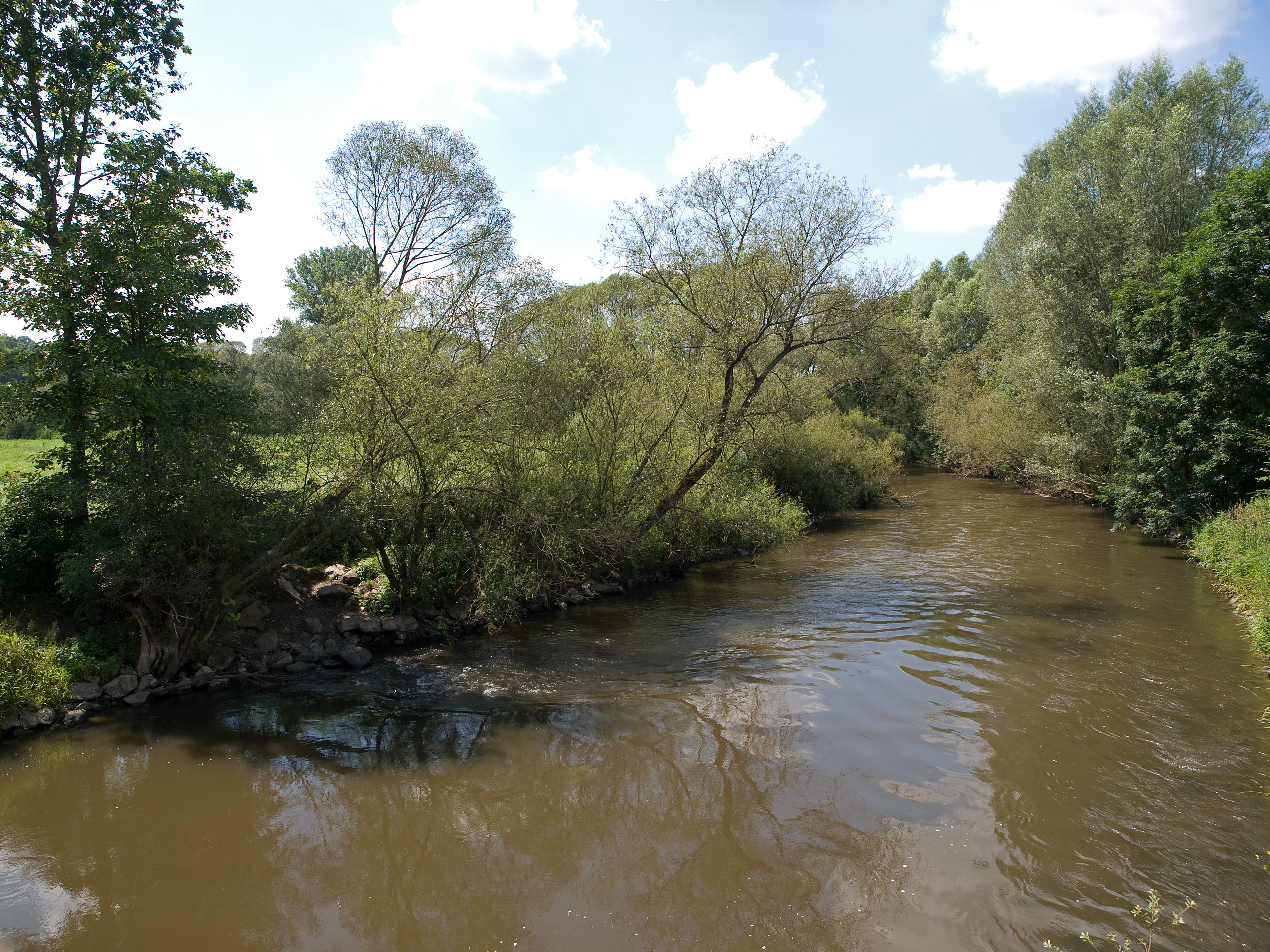
Der Main nahe Steinenhausen
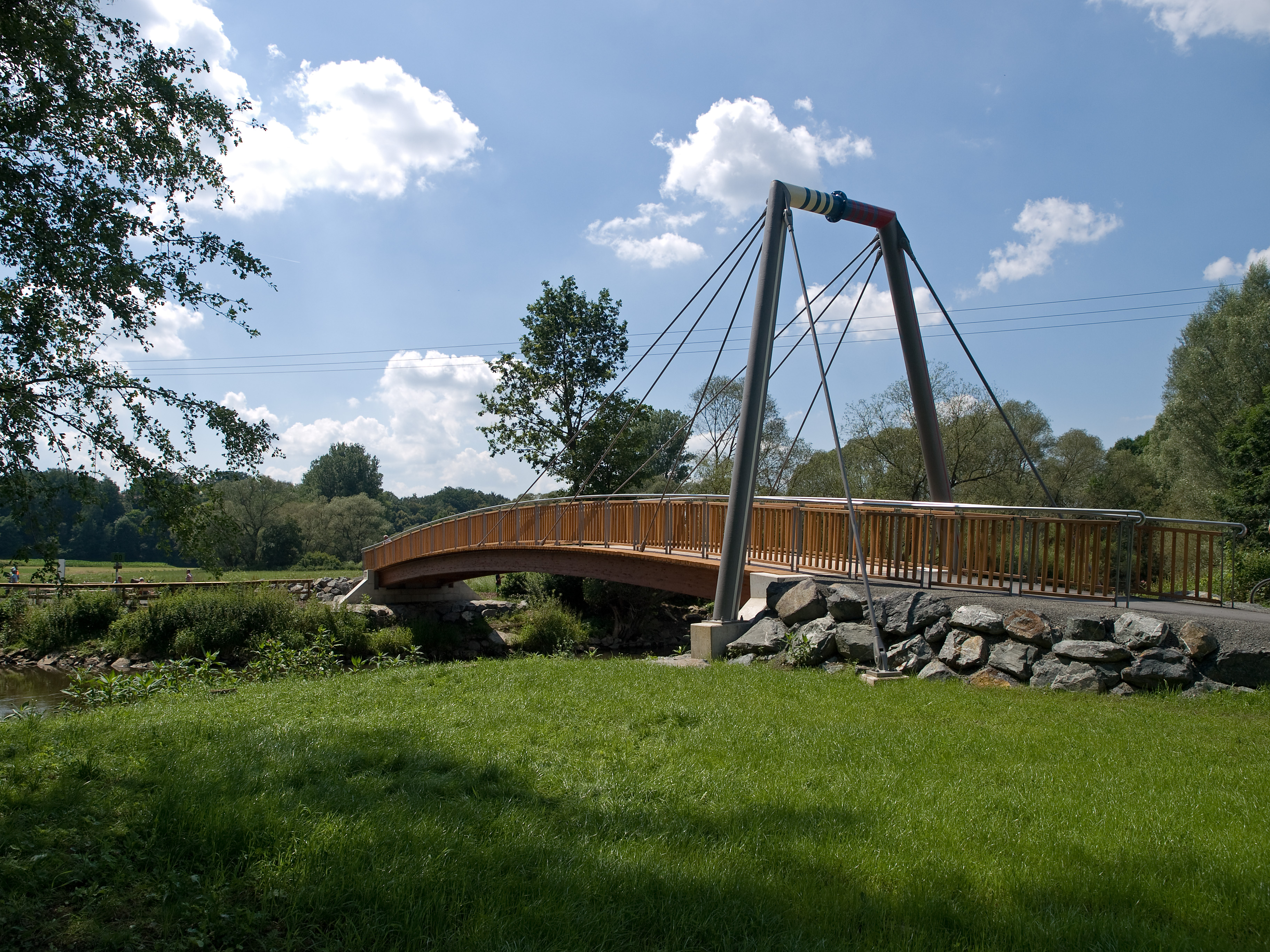
Die Mainbrücke über dem Zusammenfluss
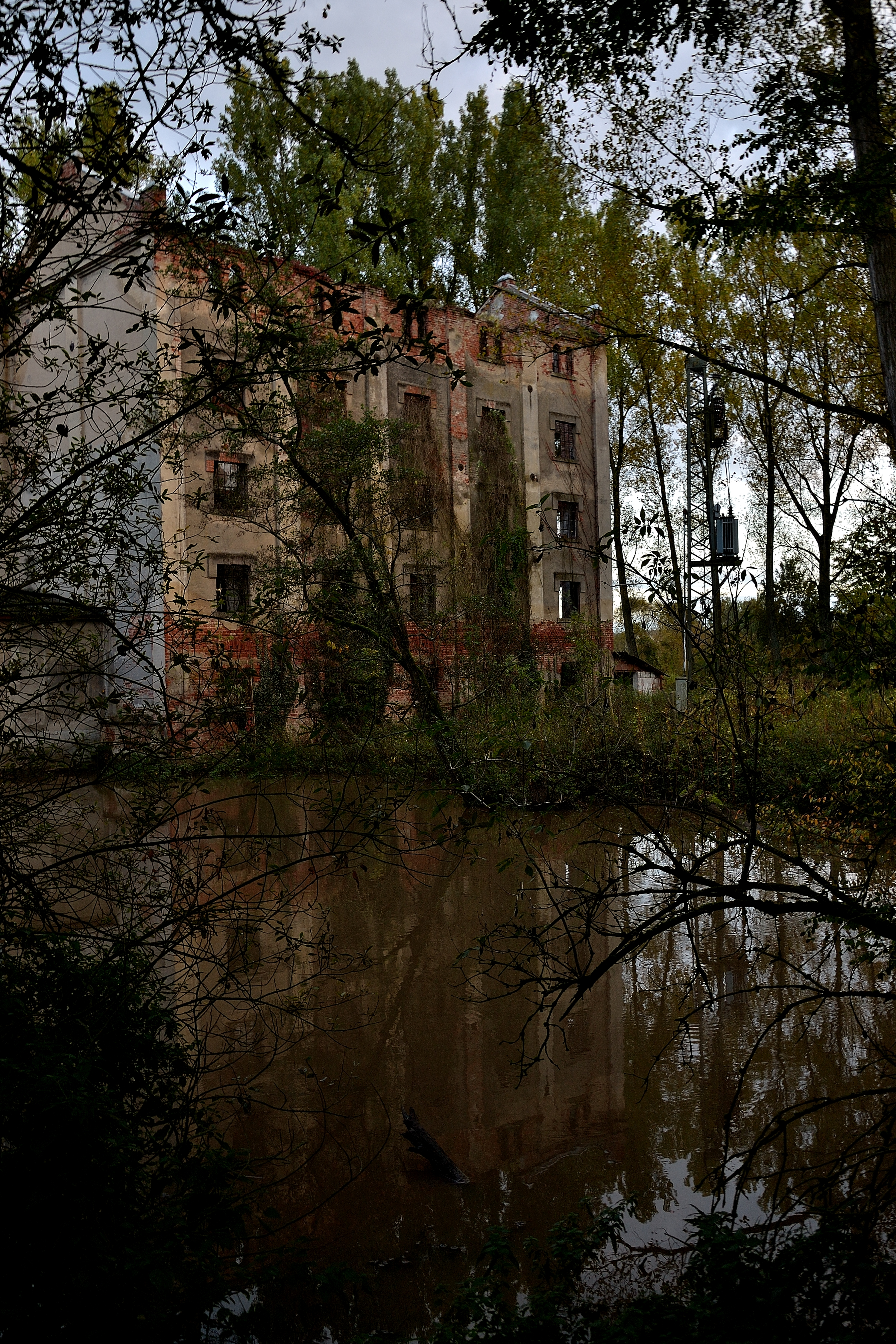
Mühle in Steinenhausen